# Visegrad 4 Bicycle Race
La Visegrad 4 Bicycle Race es una competición ciclista que agrupa varias carreras de un solo día y se disputan en los 4 países que conforman el denominado "Grupo Visegrád o V4": Polonia, la República Checa, Eslovaquia y Hungría.
Las carreras fueron creadas en 2014 e integradas en el UCI Europe Tour y en 2019 se creó una versión femenina denominada como V4 Ladies Series.

## Palmarés

### Visegrad 4 Bicycle Race-GP Polski Via Odra
| Año                                        | Ganador             | Segundo              | Tercero               |           |
| ------------------------------------------ | ------------------- | -------------------- | --------------------- | --------- |
| Visegrad 4 Bicycle Race-GP Polski Via Odra |                     |                      |                       |           |
| 2014                                       | Erik Baška          | Jiří Hochmann        | Artur Detko           |           |
| Visegrad 4 Bicycle Race-GP Polski          |                     |                      |                       |           |
| 2015                                       | Bartosz Warchoł     | Leszek Pluciński     | Tomáš Koudela         |           |
| 2016                                       | Łukasz Owsian       | Marek Rutkiewicz     | Dariusz Batek         |           |
| 2017                                       | Kamil Zieliński     | Rok Korošec          | Sylwester Janiszewski |           |
| 2018                                       | Maciej Paterski     | Vojtěch Hačecký      | Eryk Latoń            |           |
| 2019                                       | Alois Kaňkovský     | Maciej Paterski      | Paweł Franczak        |           |
| 2020                                       | cancelada           | cancelada            | cancelada             | cancelada |
| 2021                                       | Itamar Einhorn      | Alois Kaňkovský      | Matteo Pongiluppi     |           |
| 2022                                       | Marceli Bogusławski | Tomas Barta          | Itamar Einhorn        |           |
| 2023                                       | Itamar Einhorn      | Eduard-Michael Grosu | Maciej Paterski       |           |
| 2024                                       | Lukáš Kubiš         | Tomasz Budziński     | Bartłomiej Proć       |           |
| 2025                                       | Norbert Banaszek    | Sverre Litlere       | Hubert Grygowski      |           |

### Visegrad 4 Bicycle Race-GP Czech Republic
| Año  | Ganador          | Segundo               | Tercero            |           |
| ---- | ---------------- | --------------------- | ------------------ | --------- |
| 2014 | Josef Černý      | Kamil Gradek          | Alessandro Mazzi   |           |
| 2015 | Paweł Bernas     | Jiří Polnický         | Oleksandr Polivoda |           |
| 2016 | Marek Rutkiewicz | Jiří Polnický         | Michael Kukrle     |           |
| 2017 | Rok Korošec      | Sylwester Janiszewski | Josef Černý        |           |
| 2018 | Alois Kaňkovský  | Maciej Paterski       | Rok Korošec        |           |
| 2020 | cancelada        | cancelada             | cancelada          | cancelada |
| 2021 | Adam Ťoupalík    | Daniel Turek          | Karel Camrda       |           |
| 2022 | Adam Ťoupalík    | Jakub Kaczmarek       | Jan Kašpar         |           |
| 2023 | Adam Ťoupalík    | Maciej Paterski       | Márton Dina        |           |
| 2024 | Martin Voltr     | Barnabás Peák         | Paweł Szóstka      |           |
| 2025 | cancelada        | cancelada             | cancelada          | cancelada |

### Visegrad 4 Bicycle Race-GP Slovakia
| Año  | Ganador               | Segundo         | Tercero          |
| ---- | --------------------- | --------------- | ---------------- |
| 2014 | Paweł Bernas          | Patrik Tybor    | Andi Bajc        |
| 2015 | Alois Kaňkovský       | Erik Baška      | Jiří Hochmann    |
| 2016 | Andri Kulyk           | Alois Kaňkovský | Błażej Janiaczyk |
| 2017 | Alois Kaňkovský       | Vojtěch Hačecký | Paweł Franczak   |
| 2018 | Maciej Paterski       | Alan Banaszek   | Rok Korošec      |
| 2019 | Alois Kaňkovský       | Paweł Franczak  | Dominik Neumann  |
| 2020 | Stanisław Aniołkowski | Alois Kaňkovský | Karol Wawrzyniak |
| 2021 | Alan Banaszek         | Jakub Murias    | Michael Kukrle   |
| 2022 | Thomas Pesenti        | Adam Ťoupalík   | Jakub Ťoupalík   |
| 2023 | Maciej Paterski       | Mateusz Grabis  | Michael Boroš    |
| 2024 | Martin Voltr          | Byron Munton    | Barnabás Peák    |
| 2025 | Cesare Chesini        | Riccardo Lucca  | Michael Boroš    |

### Visegrad 4 Bicycle Race-GP Hungary (Visegrad 4 Kerekparverseny)
| Año  | Ganador             | Segundo             | Tercero            |           |
| ---- | ------------------- | ------------------- | ------------------ | --------- |
| 2014 | Paweł Bernas        | Kamil Zieliński     | Marek Čanecký      |           |
| 2015 | Alois Kaňkovský     | Przemyslaw Sobieraj | Błażej Janiaczyk   |           |
| 2016 | Marek Čanecký       | Dariusz Batek       | Oleksandr Polivoda |           |
| 2017 | Kamil Zieliński     | Josef Černý         | Adam Stachowiak    |           |
| 2018 | František Sisr      | Patryk Stosz        | Rok Korošec        |           |
| 2019 | Paweł Franczak      | Kristjan Hočevar    | Žiga Ručigaj       |           |
| 2020 | cancelada           | cancelada           | cancelada          | cancelada |
| 2021 | Michal Schlegel     | Viktor Potočki      | Viktor Filutás     |           |
| 2022 | Adam Ťoupalík       | Thomas Pesenti      | Barnabás Peák      |           |
| 2023 | Adam Ťoupalík       | Maciej Paterski     | Szymon Tracz       |           |
| 2024 | Tilen Finkšt        | Martin Voltr        | Gabriele Casalini  |           |
| 2025 | Dario Igor Belletta | János Pelikán       | Matic Žumer        |           |

### V4 Special Series Debrecen-Ibrány
| Año  | Ganador       | Segundo        | Tercero         |
| ---- | ------------- | -------------- | --------------- |
| 2018 | Péter Kusztor | Karel Tyrpekl  | Marko Danilović |
| 2019 | János Pelikán | Stefano Gandin | Tomas Barta     |

### V4 Special Series Vásárosnamény-Nyíregyháza
| Año  | Ganador     | Segundo       | Tercero     |
| ---- | ----------- | ------------- | ----------- |
| 2019 | Daniel Auer | János Pelikán | Rok Korošec |

## Palmarés por países
| País            | Victorias |
| --------------- | --------- |
| Polonia         | 6         |
| Israel          | 2         |
| Eslovaquia      | 2         |
| República Checa | 1         |

| País            | Victorias |
| --------------- | --------- |
| República Checa | 6         |
| Polonia         | 2         |
| Eslovenia       | 1         |

| País            | Victorias |
| --------------- | --------- |
| Polonia         | 5         |
| República Checa | 4         |
| Italia          | 2         |
| Ucrania         | 1         |

| País            | Victorias |
| --------------- | --------- |
| República Checa | 5         |
| Polonia         | 3         |
| Eslovaquia      | 1         |
| Eslovenia       | 1         |
| Italia          | 1         |